# Ceratosolen
Ceratosolen är ett släkte av steklar. Ceratosolen ingår i familjen fikonsteklar.

## Bildgalleri

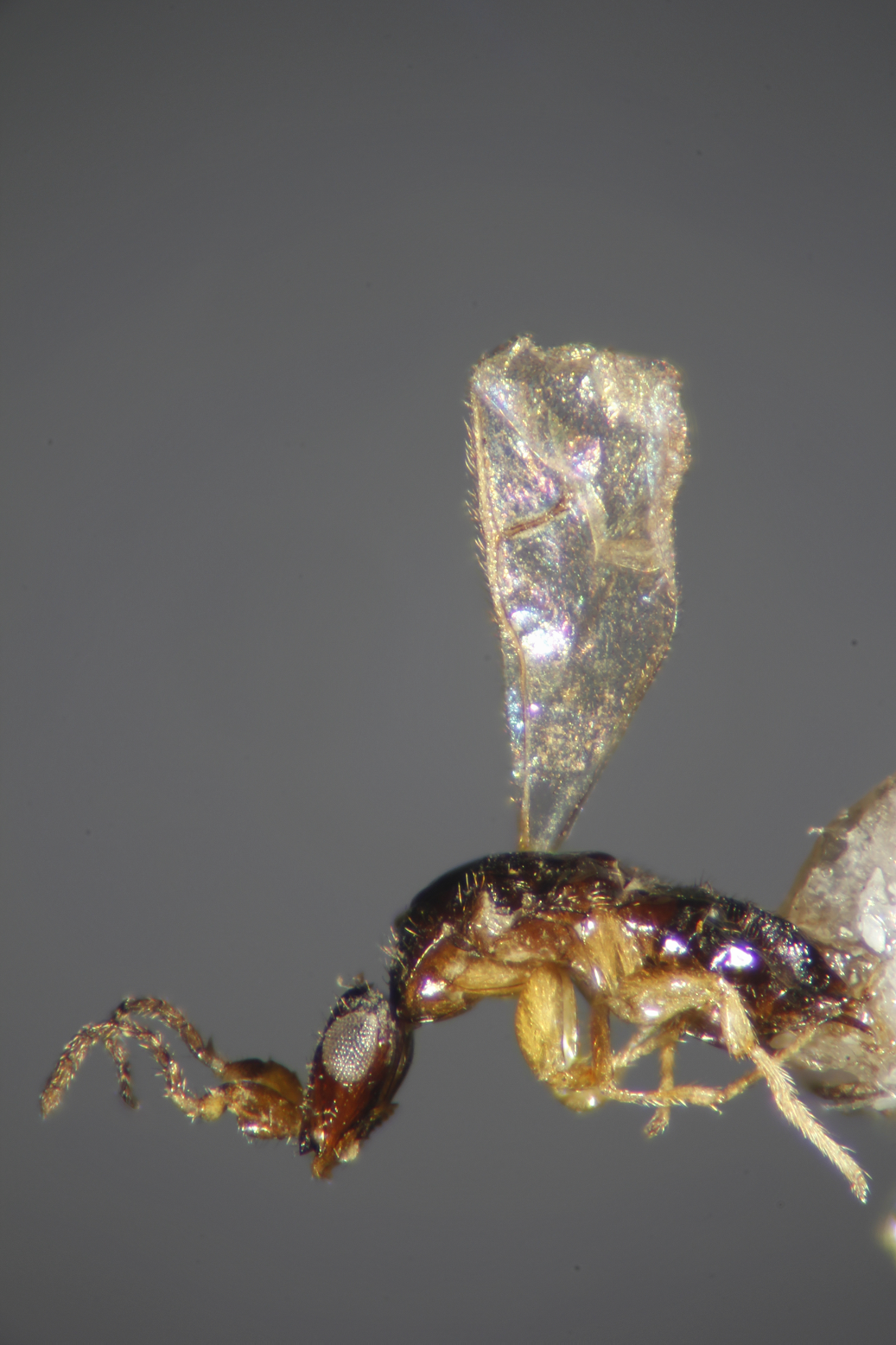

## Dottertaxa tillCeratosolen, i alfabetisk ordning[1]
- Ceratosolen abnormis
- Ceratosolen acutatus
- Ceratosolen adenospermae
- Ceratosolen albulus
- Ceratosolen appendiculatus
- Ceratosolen arabicus
- Ceratosolen armipes
- Ceratosolen bakeri
- Ceratosolen bianchii
- Ceratosolen bimerus
- Ceratosolen bisulcatus
- Ceratosolen blommersi
- Ceratosolen boschmai
- Ceratosolen brongersmai
- Ceratosolen calopilinae
- Ceratosolen capensis
- Ceratosolen coecus
- Ceratosolen corneri
- Ceratosolen dentifer
- Ceratosolen emarginatus
- Ceratosolen feae
- Ceratosolen ficophagus
- Ceratosolen flabellatus
- Ceratosolen fusciceps
- Ceratosolen galili
- Ceratosolen grandii
- Ceratosolen gravelyi
- Ceratosolen gressitti
- Ceratosolen hooglandi
- Ceratosolen humatus
- Ceratosolen immanis
- Ceratosolen indigenus
- Ceratosolen internatus
- Ceratosolen iodotrichae
- Ceratosolen josephi
- Ceratosolen julianae
- Ceratosolen longimucro
- Ceratosolen marshalli
- Ceratosolen medlerianus
- Ceratosolen megacephalus
- Ceratosolen moderatus
- Ceratosolen mysorensis
- Ceratosolen namorokensis
- Ceratosolen nanus
- Ceratosolen nexilis
- Ceratosolen nigriscapus
- Ceratosolen notus
- Ceratosolen nugatorius
- Ceratosolen occultiventris
- Ceratosolen orientalis
- Ceratosolen pilipes
- Ceratosolen praestans
- Ceratosolen pygmaeus
- Ceratosolen ramirezi
- Ceratosolen silvestrianus
- Ceratosolen solitarius
- Ceratosolen solmsi
- Ceratosolen sordidus
- Ceratosolen stupefactus
- Ceratosolen vechti
- Ceratosolen vissali